# Idemitsu Maru
Die Idemitsu Maru war ein Öltanker, der am 7. Dezember 1966 in Betrieb genommen wurde. Sie war bei ihrer Indienststellung der erste Very Large Crude Carrier (VLCC) und das größte Öltankschiff weltweit.

## Geschichte
Am 26. Januar 1966, einen Tag nach der Indienststellung der Tokyo Maru, dem ersten Öltanker mit mehr als 150.000 Tonnen Tragfähigkeit, streckte die Werft Ishikawajima Harima Heavy Industries in Yokohama unter der Baunummer 920 den Kiel der Idemitsu Maru. Die Taufe erfolgte am 5. September 1966 und am 7. Dezember desselben Jahres wurde das Schiff von seinen Auftraggebern, der Reederei Idemitsu Tanker Company als weltweit erster VLCC in Fahrt gesetzt.
Die Idemitsu Maru hatte eine achtere Antriebsanlage und ein mittschiffs angeordnetes Brückenhaus. Zusammen mit der erhöhten Back folgte die Silhouette des Tankers dem traditionellen Dreiinseldesign.
Vor dem Hintergrund der weltweiten Tankerkrise wurde das Schiff schon ab dem 29. Oktober 1980 von der Li Chong Steel & Iron Works Company in Kaohsiung abgebrochen.